# La Pêcheuse d'âmes
La Pêcheuse d'âmes est un roman gothique allemand de Leopold von Sacher Masoch paru en 1886 sous le titre Die Seelenfängerin. Il est traduit en français par Louis-Casimir Colomb et publié chez Hachette en 1889, puis réédité en 1991 avec une préface de Jean-Paul Corsetti aux Éditions Champ Vallon.
Pour Jean-Paul Corsetti : « Il s'agirait ainsi d'une véritable gothic story, dans la plus parfaite tradition du genre, et d'un récit d'intrigues aux limites de la fiction policière, mêlant habilement le roman d'aventures initiatiques et la « Fantaisie ». 

## Résumé
Pour l'héroïne du livre La pêcheuse d’âmes, le seul but de la vie c'est la grande Mort. Elle refuse l'amour qui est pour elle une vie contenue dans un dé à coudre. Elle développe toute une religion de la mort qui donne à aimer la mort sur la Scène du théâtre érotique. Et donc à distance.
L'histoire de Dragomira, c'est de ne vivre d'aspirer à vivre que dans un univers de jouissance extrême, d'éprouver de manière la plus intense la vie, en ayant la sensation finalement de faire vibrer son esprit et son sexe dans un lieu qui serait celui du carrefour mort/vie.
Dragomira : « Je suis prête à devenir ta femme. Puis après avoir été heureux, nous apaiserons Dieu et nous mourrons ensemble... (c'est un péché d'être heureux). »
Dragomira exécute ses amants pour les offrir à son Dieu la Mort. Masoch veut qu'elle ait un corps de marbre, on retrouve la notion fétichiste de la femme attachée. La secte, c'est une doctrine homicide à la fin, lorsqu'ils seront cernés par la police, Dragomira, plutôt que de fuir, elle ira au devant de la mort.

## Analyse
Pour Gilles Deleuze, ce roman est avec La Mère de Dieu un des plus grands romans de Sacher-Masoch. Dragomira est pour Masoch la déesse de l'amour, de l'éros noir. Contrairement à La Vénus à la fourrure que Sacher-Masoch tentera de mettre en scène dans sa vie. Dans plusieurs autres romans comme La Mère de Dieu ou La Pêcheuse d'âmes, Masoch dépeint les personnages tels que des héros sadiens, des femmes sadiques et tueuses déchaînées. Elles sont, donc, impossibles à incarner sans la vie réelle. Pour Jean-Paul Corsetti, ils se rapprochent aussi des héros de pacotille qui hantent les châteaux de la subversion, chers à la gothic story: « Il s'agirait ainsi d'une véritable gothic story, dans la plus parfaite tradition du genre, et d'un récit d'intrigues aux limites de la fiction policière, mêlant habilement le roman d'aventures initiatiques et la « Fantaisie » ». Quant à Pascal Quignard, pour lui : « il s'agit de mixte de série noire et de fantastique, de petit roman de théologie ».
Selon Roland Jaccard, « La Mère de Dieu, La Pêcheuse d'âmes, laissent entrevoir que la littérature de l'écrivain galicien décline d'autres identités, apparemment plus sages, mais non moins troublantes ».

### Philosophie de Dragomira
Pour Dragomira, l'ordre de la nature, est profondément cruel, il n'y a aucune forme d'éthique. Que tout ce qui Est, est voué à la destruction. Que le plus faible est systématiquement assailli ou meurtri par le plus fort et que donc cela en revient à dire que la nature n'est pas du tout le règne de l'harmonie, de la joie, de la sérénité, et que par conséquent la nature n'est pas du tout l’œuvre créée d'un Dieu de bonté.  

« Mais quand nous y voyons mieux, nous découvrons bientôt que ce sont nos propres pensées, nos sentiments, nos fantaisies que nous introduisons dans la nature pour la poétiser, et que tout cet univers n'est qu'une gigantesque pierre de sacrifice sur laquelle les créatures souffrent et verse leur sang pour la gloire de Dieu. »

« La terre me semble une vallée de douleurs, la vie un voyage malheureux et lamentable à travers cette vallée, la nature la grande séductrice qui attire nos âmes à elle pour les perdre. Le démon, qui jadis, sous le forme du serpent, tenta les premiers hommes dans le paradis, chante maintenant son chant de sirène... »

Pour Dragomira l'état de nature n'est pas du tout civilisé, l'état nature est un état de guerre permanent de chacun contre tous.  Et qu'à partir du moment ou l'on soutient de telles affirmations l'idée d'un Dieu du bien devient contradictoire et absurde. Si l'on soutient l'existence d'un créateur, cela ne peut être qu'un Dieu de la destruction qui crée une œuvre pour la détruire incessamment et que par conséquent : Dieu est la mort.

### Critiques et préfaces
La Pêcheuse d'âmes est tour à tour qualifiée de « roman noir » par Gilles Deleuze.
Et « de mixte de série noire et de fantastique, de petit roman et de théologie » par Pascal Quignard.
Pour Jean-Paul Corsetti, il s'agirait ainsi d'une véritable gothic story dans la plus parfaite tradition du genre, et d'un récit d'intrigue aux limites de la fiction policière, mêlant habilement le roman d'aventures initiatiques et la fantaisie romantique.
Vampire par passion du malheur, pour Jean Paul Corsetti on peut d'ailleurs rapprocher l'étymologie de Drakula, au sens diable : de drac : démon, de draci : être possédé, de celle Dragomira.
Pour Pascal Quignard : « Dragomira est pure violence. C'est « la pêcheuse d'âmes », elle empoisonne, elle dompte les lions du cirque, elle tue les loups de la forêt, les ours de la montagne, elle tue l'agent et le commissaire, son mari et l'Apôtre. C'est au-delà du sens. Dragomira le dit : « mes lèvres sont fermées ». »